# Sanna Marin
Sanna Mirella Marin (ur. 16 listopada 1985 w Helsinkach) – fińska polityk, posłanka do Eduskunty, w 2019 minister transportu i komunikacji, w latach 2019–2023 premier Finlandii, od 2020 do 2023 przewodnicząca Socjaldemokratycznej Partii Finlandii (SDP).

## Życiorys
Urodziła się w Helsinkach, w wieku 8 lat wraz z rodziną przeniosła się do Pirkkali. Pracowała jako pakowaczka, sprzedawczyni oraz przy doręczaniu czasopism. W 2012 ukończyła prawo administracyjne na Uniwersytecie w Tampere (UTA), a w 2017 uzyskała magisterium z prawa administracyjnego na tejże uczelni.
Zaangażowała się w działalność polityczną w ramach Socjaldemokratycznej Partii Finlandii. W latach 2010–2012 była wiceprzewodniczącą młodzieżówki partyjnej. W 2014 została drugą wiceprzewodniczącą partii socjaldemokratycznej, a w 2017 pierwszą wiceprzewodniczącą tego ugrupowania.
W 2008 wystartowała w wyborach samorządowych, jednakże nie została wybrana. W 2012 uzyskała mandat radnej Tampere, a 21 stycznia 2013 została przewodniczącą rady tego miasta.
W 2015 została wybrana do Eduskunty. W wyborach w 2019 z powodzeniem ubiegała się o poselską reelekcję.
6 czerwca 2019 objęła stanowisko ministra transportu i komunikacji w nowo utworzonym koalicyjnym rządzie Anttiego Rinne. 8 grudnia 2019, kilka dni po złożeniu dymisji przez Anttiego Rinne, Socjaldemokratyczna Partia Finlandii wskazała ją jako swoją kandydatkę na nowego premiera. 10 grudnia 2019 parlament zatwierdził ją na tym stanowisku stosunkiem głosów 99 za do 70 przeciw (przy 30 posłach nieobecnych). Tego samego dnia jej gabinet został zaprzysiężony przez prezydenta Sauliego Niinistö, rozpoczynając tym samym urzędowanie.
23 sierpnia 2020 zastąpiła Anttiego Rinne również na funkcji przewodniczącego socjaldemokratów. W 2023 kierowana przez nią partia zajęła w wyborach trzecie miejsce (zwiększając przy tym o 3 mandaty swoją poselską reprezentację). Sanna Marin została wówczas po raz kolejny wybrana do fińskiego parlamentu. Urząd premiera sprawowała do 20 czerwca 2023, kiedy to zastąpił ją Petteri Orpo, lider zwycięskiej Partii Koalicji Narodowej.
We wrześniu 2023 na funkcji przewodniczącego SDP zastąpił ją Antti Lindtman. W tym samym miesiącu ogłosiła rezygnację z zasiadania w parlamencie w związku z objęciem stanowiska doradcy w think tanku Tony Blair Institute for Global Change.

## Odznaczenia
- Krzyż Wielki Orderu Białej Róży Finlandii (2022)[24][25]
- Krzyż Wielki Orderu Gwiazdy Polarnej (Szwecja, 2024)[26]

## Życie prywatne
Oprócz ojczystego języka fińskiego zna języki szwedzki, angielski i niemiecki. Została wychowana przez parę jednopłciową – przez swoją matkę i jej partnerkę. W młodości trenowała piłkę nożną i koszykówkę. Jest wegetarianką.
W 2004 poznała Markusa Räikkönena, w 2005 razem przeprowadzili się do Tampere. W 2018 urodziła się ich córka Emma. W 2020 para zawarła związek małżeński. W maju 2023 małżonkowie wystąpili o orzeczenie rozwodu.